# Финстервальде
Финстервальде (нем. Finsterwalde) — город в Германии, в земле Бранденбург.
Входит в состав района Эльба-Эльстер.  Занимает площадь 76,91 км². Официальный код — 12 0 62 140.
Город подразделяется на 3 городских района.

## Население
| Год  | Население |
| ---- | --------- |
| 1990 | 23 777    |
| 1995 | 21 744    |
| 2000 | 20 103    |
| 2005 | 18 693    |
| 2010 | 17 407    |
| 2015 | 16 548    |
| 2020 | 15 968    |

## Галерея

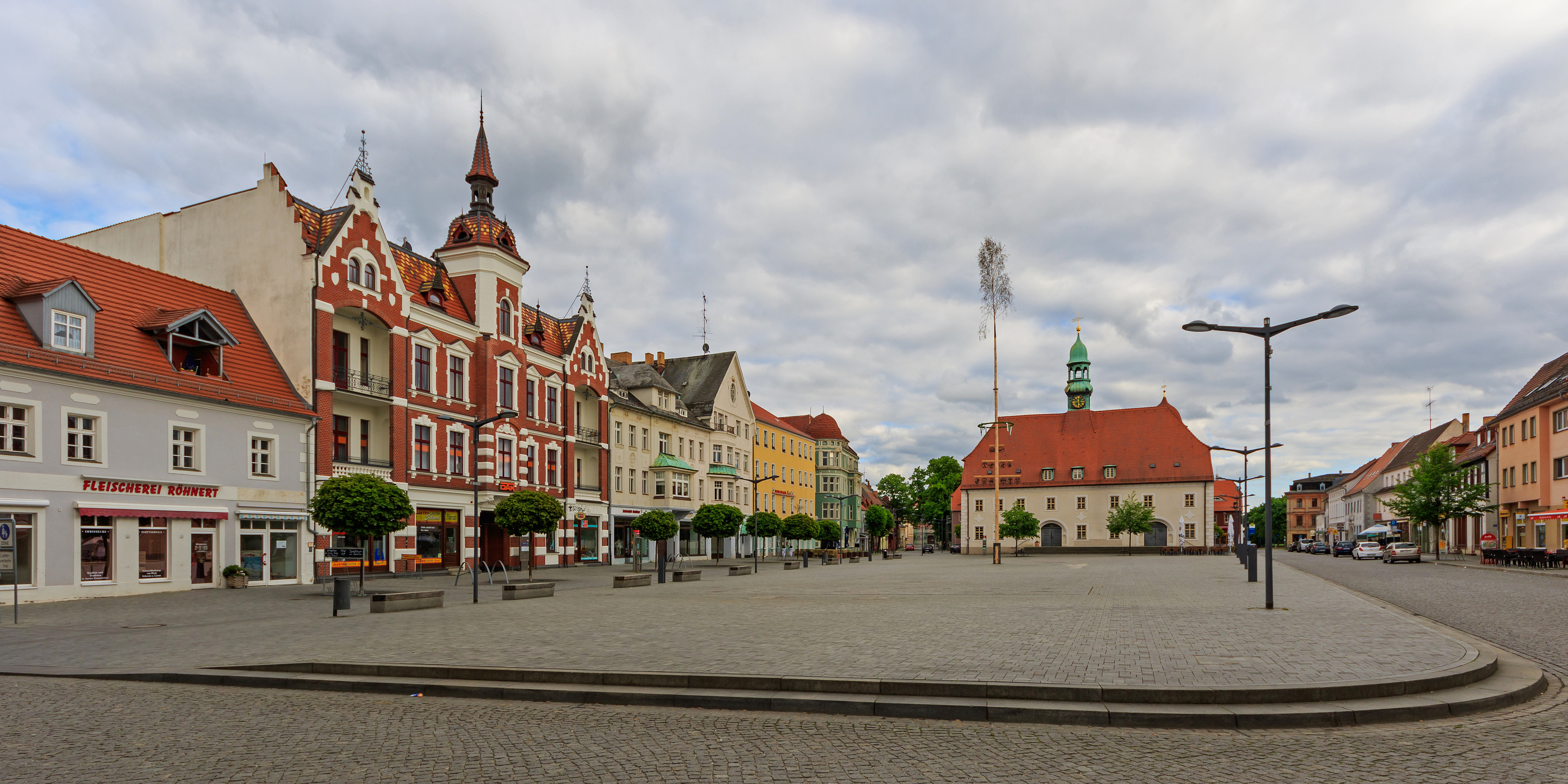
Рыночная площадь
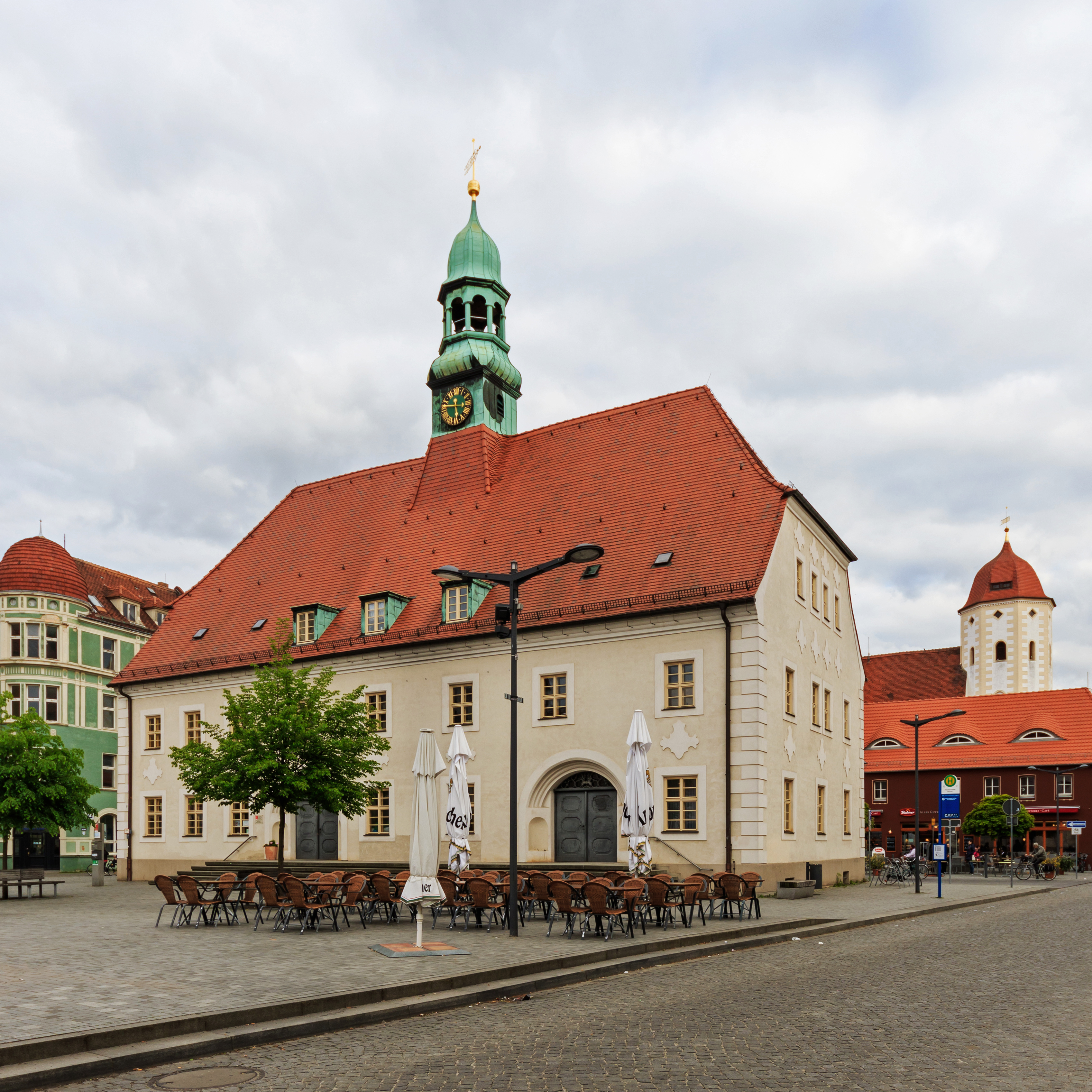
Ратуша
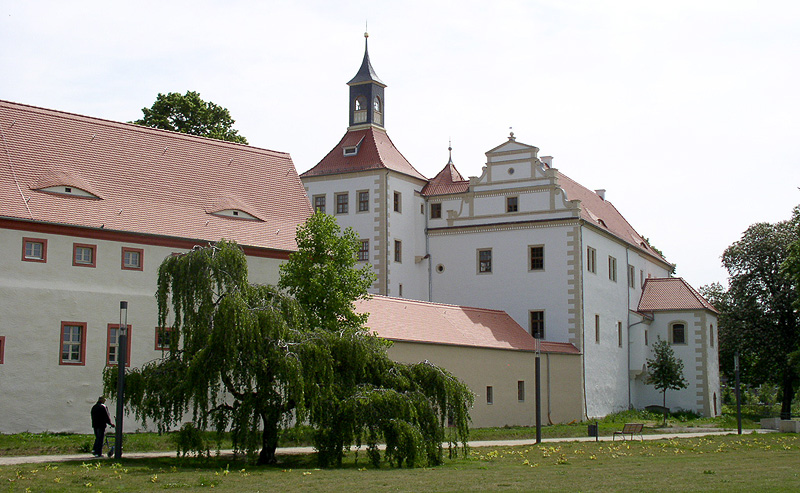
Замок
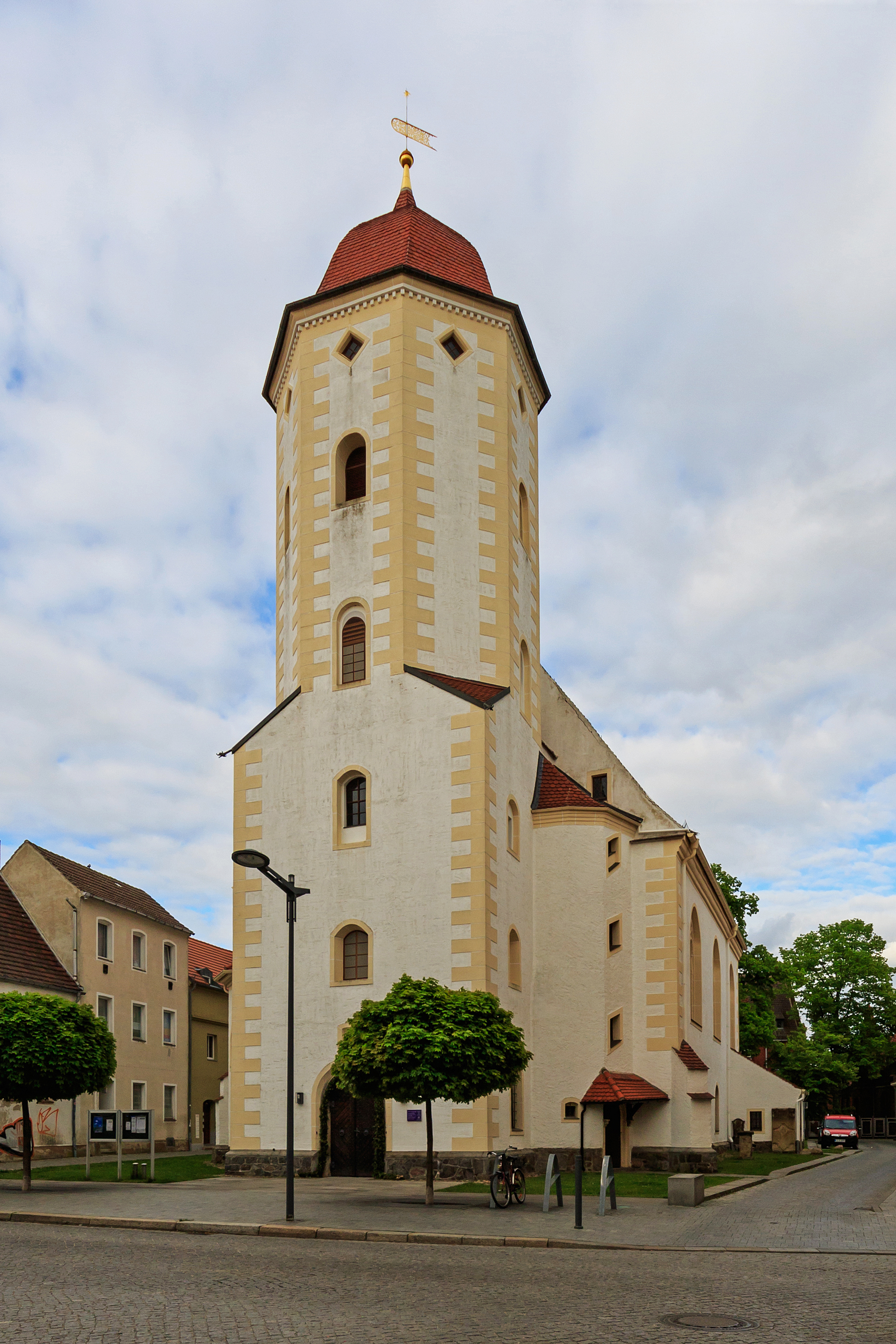
Кирха Св. Троицы на Кирхплатце
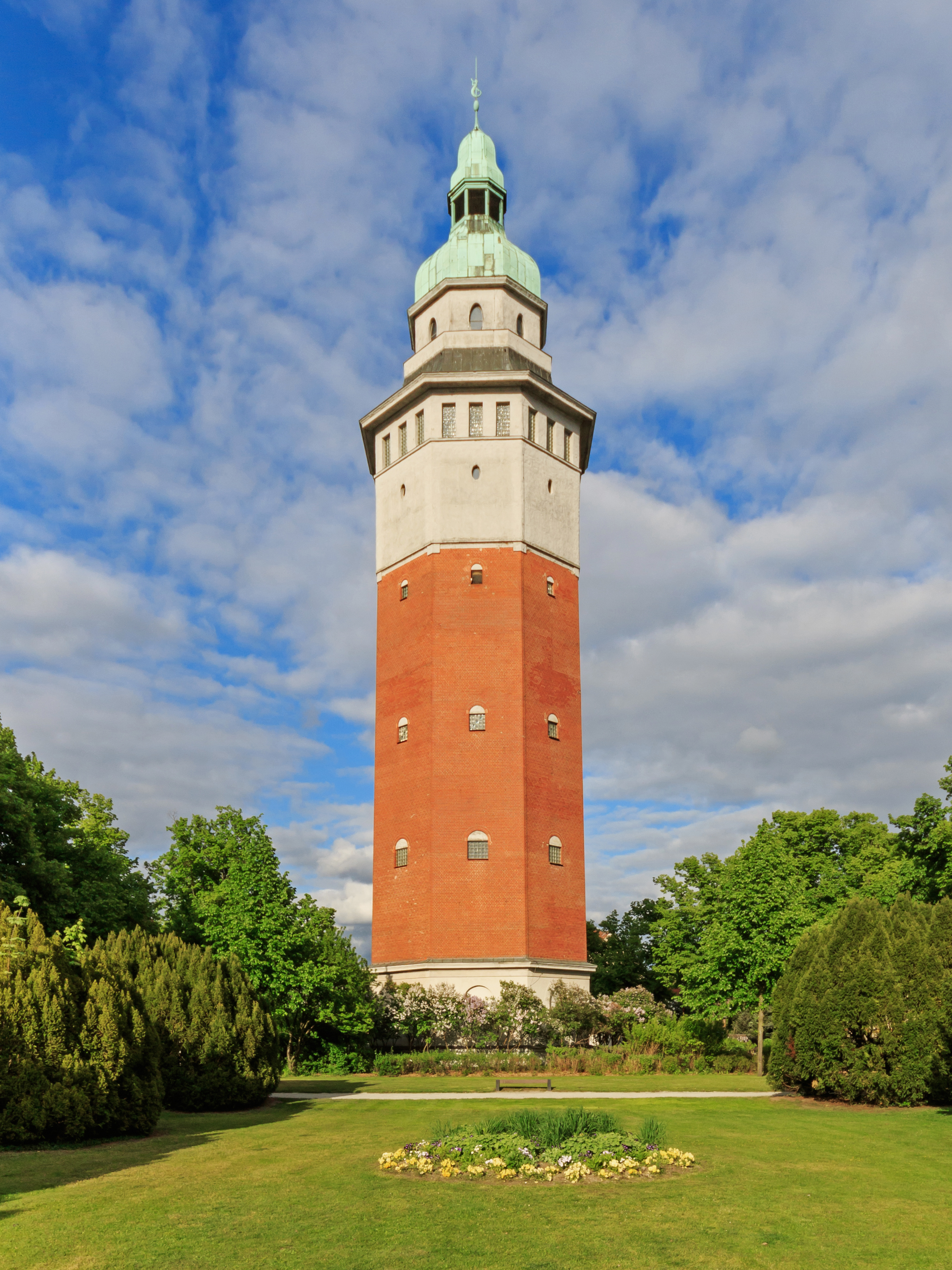
Водонапорная башня
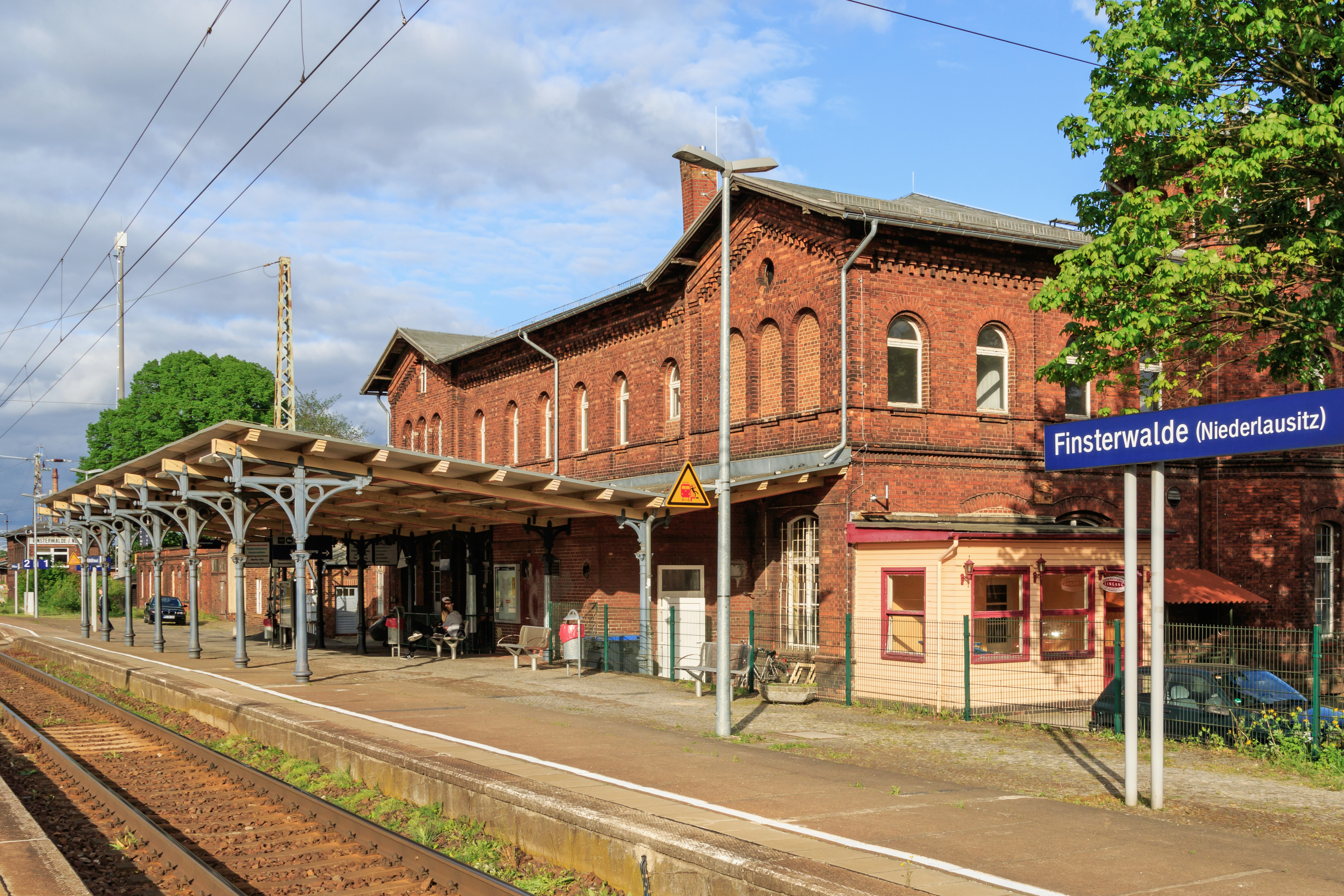
Ж/д станция
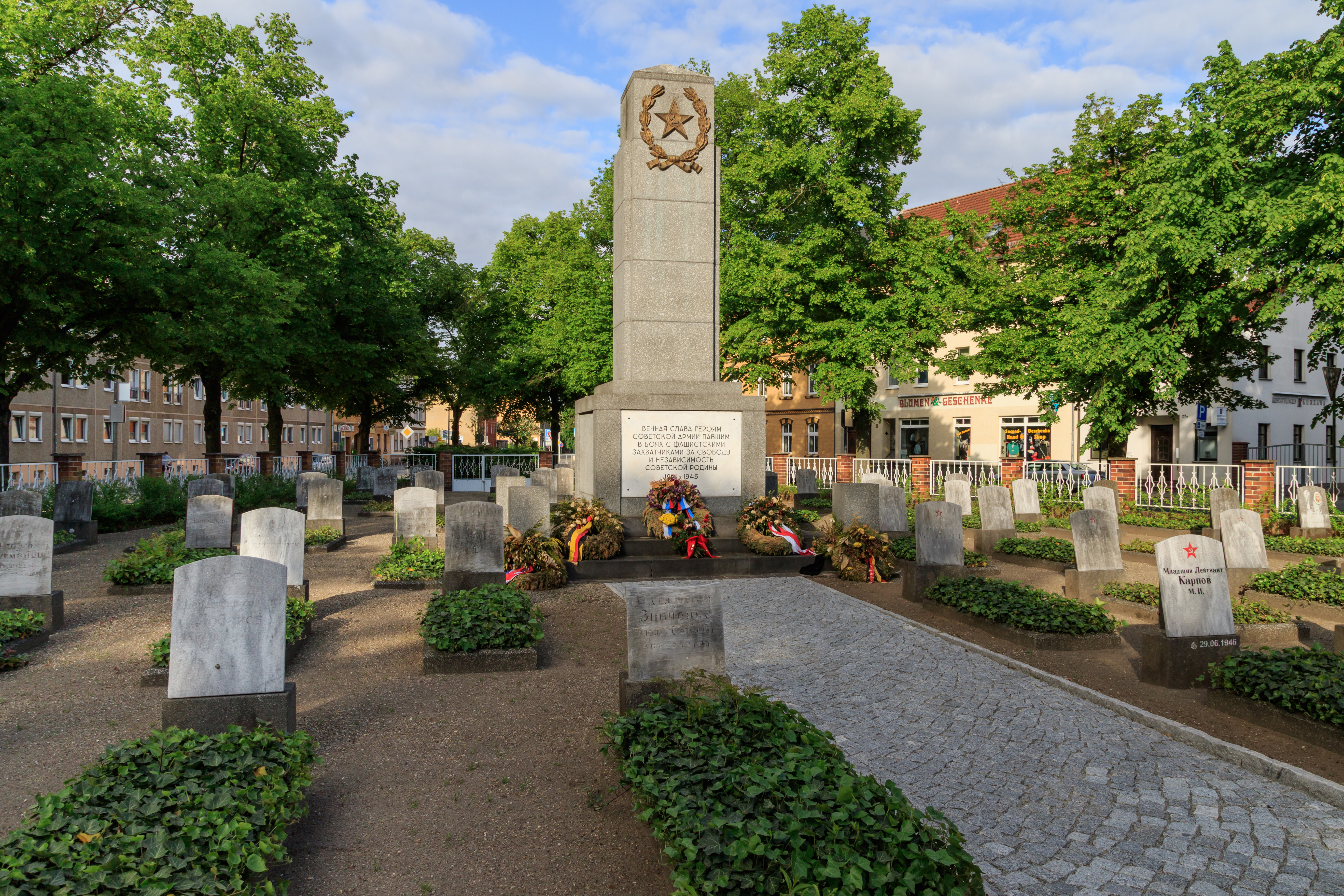
Кладбище советских воинов